# 薩夫盧基
50°58′41″N 29°6′34″E / 50.97806°N 29.10944°E
薩夫盧基（烏克蘭語：Савлуки），是烏克蘭北部的村莊，隸屬日托米爾州的科羅斯滕區。該村面積1.48平方公里，海拔高度165米，2001年人口177，人口密度每平方公里119.59人。